# Tångberget
Tångberget är en bebyggelse i Gävle kommun i Gävleborgs län. Området klassades före 2015 som en egen småort. Från 2015 klassas den som en del av tätorten Utvalnäs och Harkskär. I småorten bodde 67 personer vid avgränsningen år 2010.